# Gordon McCauley
Gordon McCauley (Balclutha, Otago, 9 de març de 1972) és un ciclista neozelandès, professional entre el 2001 i el 2010.
En el seu palmarès destaca la victòria a l'UCI Oceania Tour de 2005-2006 gràcies a les seves victòries al Tour de Southland, la contrarellotge i la cursa en línia dels campionats d'Oceania de ciclisme en ruta a finals del 2005.
Altres victòries destacades són 4 campionats nacionals en ruta i 3 de contrarellotge.

## Palmarès
- 1996
  - 1r al Tour de Southland
- 1997
  -  Campió de Nova Zelanda en ruta
- 1999
  - 1r a la Girvan Three Day
- 2000
  - 1r al Gran Premi de la vila de Pérenchies
  - 1r al Gran Premi de Dourges
- 2001
  -  Campió de Nova Zelanda en ruta
  - 1r a l'Archer Grand Prix
  - Vencedor de 2 etapes del Tour de Southland
- 2002
  -  Campió de Nova Zelanda en contrarellotge
  -  Campió de Nova Zelanda en ruta
  - 1r al Gran Premi Marcel Kint
  - 1r a l'Archer Grand Prix
  - Vencedor d'una etapa del Tour de Southland
- 2003
  -  Campió de Nova Zelanda en contrarellotge
  - 1r a la Dwars door het Hageland
  - Vencedor de 2 etapes del Tour de Southland
- 2004
  - Vencedor de 2 etapes del Tour de Southland
- 2005
  - Campió d'Oceania de contrarellotge
  - Campió d'Oceania en ruta
  -  Campió de Nova Zelanda en ruta
  - 1r al Tour de Taranaki i vencedor de 4 etapes
  - 1r al Tour de Gippsland
  - 1r al Tour de Southland
- 2006
  - 1r a l'UCI Oceania Tour
  - Vencedor d'una etapa del Tour de Southland
  -  Medalla de bronze als Jocs de la Commonwealth en contrarellotge
- 2007
  - Campió d'Oceania de contrarellotge
  -  Campió de Nova Zelanda de critèrium
  - Vencedor de 2 etapes del Tour de Vineyards
  - Vencedor de 3 etapes del Tour de Wellington
- 2008
  - 1r a la REV Classic
  - Vencedor d'una etapa del Tour de Wellington
  - Vencedor d'una etapa del Tour de Southland
- 2009
  -  Campió de Nova Zelanda en ruta
  - 1r a la REV Classic
  - Vencedor d'una etapa del Tour de Southland
- 2010
  -  Campió de Nova Zelanda en contrarellotge